# Théorème de réciprocité (Électricité)
Le principe de réciprocité, que l'on retrouve également dans d'autres domaines de la physique, s'exprime dans celui de l'électricité grâce à une relation générale entre les courants et les tensions observés aux interfaces de circuits passifs et linéaires. Ce théorème est une conséquence, en électromagnétisme, du théorème de réciprocité de Lorentz qui permet d'arriver à un résultat similaire par le biais de considérations plus fondamentales.

## Énoncé
À partir des valeurs mesurées des différents couples tension et courant sous forme complexe, {\displaystyle {\underline {U}}_{k}} et {\displaystyle {\underline {I}}_{k}}, qui caractérisent chacune des N interfaces extérieures d'un même circuit, ou multipôle, passif et linéaire mais considéré dans deux situations distinctes, (a) et (b), la relation suivante s'applique :
{\displaystyle \sum _{k=1}^{N}{\underline {U}}_{k}^{a}\cdot {\underline {I}}_{k}^{b}-{\underline {U}}_{k}^{b}\cdot {\underline {I}}_{k}^{a}=0}

## Applications

### Quadripôle

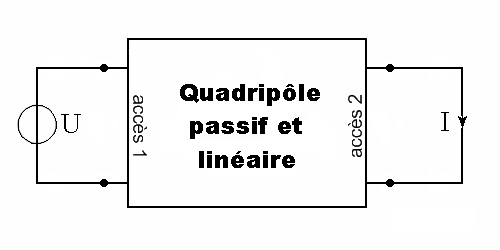
Quadripôle en situation (a)

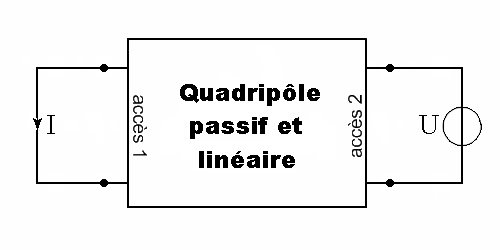
Quadripôle en situation (b)

Si une tension {\displaystyle {\underline {U}}_{1}^{a}} égale à {\displaystyle {\underline {U}}} est appliquée sur la première interface d'un quadripôle passif et linéaire et qu'une mesure donne un courant {\displaystyle {\underline {I}}_{2}^{a}} égal à {\displaystyle {\underline {I}}} sur sa deuxième interface court-circuitée {\displaystyle ({\underline {U}}_{2}^{a}=0)} alors un courant identique est mesuré {\displaystyle ({\underline {I}}_{1}^{b}={\underline {I}})} en inversant juste les deux interfaces du quadripôle {\displaystyle ({\underline {U}}_{2}^{b}={\underline {U}}} et {\displaystyle {\underline {U}}_{1}^{b}=0)} par rapport à la situation précédente.
Preuve :
Avec les quadripôles, la relation de réciprocité se résume à {\displaystyle {\underline {U}}_{1}^{a}\cdot {\underline {I}}_{1}^{b}+{\underline {U}}_{2}^{a}\cdot {\underline {I}}_{2}^{b}-{\underline {U}}_{1}^{b}\cdot {\underline {I}}_{1}^{a}-{\underline {U}}_{2}^{b}\cdot {\underline {I}}_{2}^{a}=0}.
Ce qui, dans le cas présent, se simplifie en {\displaystyle {\underline {U}}\cdot {\underline {I}}_{1}^{b}-{\underline {U}}\cdot {\underline {I}}_{2}^{a}=0} et montre donc que {\displaystyle {\underline {I}}_{2}^{a}={\underline {I}}_{1}^{b}={\underline {I}}}.

### Représentation matricielle
Cette propriété précédemment évoquée des quadripôles passifs s'exprime aussi, dans leur modélisation linéaire, par l'égalité des éléments {\displaystyle {\underline {y}}_{12}} et {\displaystyle {\underline {y}}_{21}} de leur matrice admittance {\displaystyle {\underline {Y}}}, ainsi il est facile de vérifier que :
{\displaystyle {\underline {y}}_{12}={{\underline {I}}_{1}^{b} \over {\underline {U}}_{2}^{b}}{\bigg |}_{{\underline {U}}_{1}^{b}=0}={\underline {y}}_{21}={{\underline {I}}_{2}^{a} \over {\underline {U}}_{1}^{a}}{\bigg |}_{{\underline {U}}_{2}^{a}=0}={{\underline {I}} \over {\underline {U}}}}.
La démarche utilisée ici se généralise aux autres représentations linéaires, sous-forme de matrice impédance {\displaystyle {\underline {Z}}} ou diffraction {\displaystyle {\underline {S}}}, de tout multipôle passif. La réciprocité se manifeste alors par la symétrie de ces matrices, ce qui se traduit autrement par : 
{\displaystyle \forall i,j\qquad {\underline {z}}_{ij}={\underline {z}}_{ji},}     {\displaystyle {\underline {y}}_{ij}={\underline {y}}_{ji}}    et    {\displaystyle {\underline {s}}_{ij}={\underline {s}}_{ji}}        soit encore         {\displaystyle {\underline {Z}}={}^{t}\!{\underline {Z}},}     {\displaystyle {\underline {Y}}={}^{t}\!{\underline {Y}}}    et    {\displaystyle {\underline {S}}={}^{t}\!{\underline {S}}}.

### Fonction de transfert

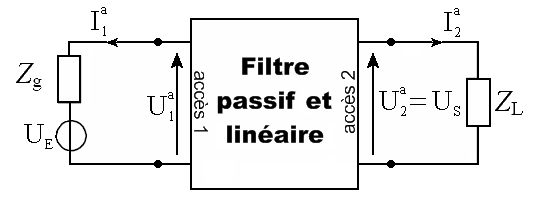
Filtre passif en situation (a)

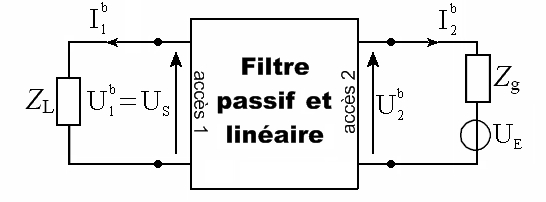
Filtre passif en situation (b)

Lorsque des quadripôles passifs et linéaires sont utilisés en tant que filtre électronique, le théorème de réciprocité permet encore d'expliquer certaines observations ou choix expérimentaux. Les deux situations ci-contre, où un générateur d'impédance {\displaystyle {\underline {Z}}_{g}} est branché sur l'un des accès d'un quadripôle et une charge d'impédance {\displaystyle {\underline {Z}}_{L}} sur l'autre restant, servent à justifier de cette manière certaines spécificités des filtres passifs.
Dans la première situation où le générateur se trouve branché sur le premier accès, la fonction de transfert du filtre associé est : 
{\displaystyle {\underline {T}}_{a}={{\underline {U}}_{S} \over {\underline {U}}_{E}}{\bigg |}_{{\underline {U}}_{2}^{a}={\underline {U}}_{S}}}.
De même, dans la seconde situation où le générateur se trouve cette fois branché sur le second accès, la nouvelle fonction de transfert considérée est :
{\displaystyle {\underline {T}}_{b}={{\underline {U}}_{S} \over {\underline {U}}_{E}}{\bigg |}_{{\underline {U}}_{1}^{b}={\underline {U}}_{S}}}.
En utilisant les relations qui régissent les accès au quadripôle
{\displaystyle {\underline {U}}_{2}^{a}={\underline {I}}_{2}^{a}\cdot {\underline {Z}}_{L},\qquad {\underline {U}}_{2}^{b}={\underline {U}}_{E}+{\underline {I}}_{2}^{b}\cdot {\underline {Z}}_{g},}
{\displaystyle {\underline {U}}_{1}^{b}={\underline {I}}_{1}^{b}\cdot {\underline {Z}}_{L},\qquad {\underline {U}}_{1}^{a}={\underline {U}}_{E}+{\underline {I}}_{1}^{a}\cdot {\underline {Z}}_{g}}
ainsi que la relation de réciprocité
{\displaystyle {\underline {U}}_{1}^{a}\cdot {\underline {I}}_{1}^{b}+{\underline {U}}_{2}^{a}\cdot {\underline {I}}_{2}^{b}-{\underline {U}}_{1}^{b}\cdot {\underline {I}}_{1}^{a}-{\underline {U}}_{2}^{b}\cdot {\underline {I}}_{2}^{a}=0}
les fonctions de transfert {\displaystyle {\underline {T}}_{a}} et {\displaystyle {\underline {T}}_{b}} peuvent être comparées à l'aide de leur rapport, qui vaut finalement : 
{\displaystyle {{\underline {T}}_{a} \over {\underline {T}}_{b}}={{\underline {I}}_{1}^{a}\cdot ({\underline {Z}}_{g}-{\underline {Z}}_{L})+{\underline {U}}_{E} \over {\underline {I}}_{2}^{b}\cdot ({\underline {Z}}_{g}-{\underline {Z}}_{L})+{\underline {U}}_{E}}}.
La fonction de transfert d'un filtre passif peut en conséquence être indépendante du choix des accès servant d'entrée ou de sortie ({\displaystyle {\underline {T}}_{a}/{\underline {T}}_{b}=1}), en deux circonstances :
- La première nécessite l'égalité de {\displaystyle {\underline {I}}_{1}^{a}} et de {\displaystyle {\underline {I}}_{2}^{b}}. Cette condition ne dépend pas de la réciprocité mais implique uniquement que le quadripôle soit déjà par construction symétrique : les deux accès sont alors indiscernables et leur inversion, par rapport à la charge et au générateur, n'apporte aucun changement, par définition.

- La deuxième de ces circonstances, qui découle cette fois directement de la réciprocité, est la plus intéressante car elle nécessite simplement que l'impédance du générateur {\displaystyle {\underline {Z}}_{g}} soit égale à celle de la charge {\displaystyle {\underline {Z}}_{L}}. En électronique RF, cela permet d'expliquer un des intérêts d'avoir des générateurs et des charges normalisés avec une même impédance de 50 Ω : les accès d'entrée ou de sortie d'un filtre passif peuvent alors être inversés ou choisis indistinctement sans que cela ne modifie, en quoi que ce soit, son comportement observé par l'intermédiaire de sa fonction de transfert ou de sa réponse temporelle (Théorie de Fourier).

### Antenne

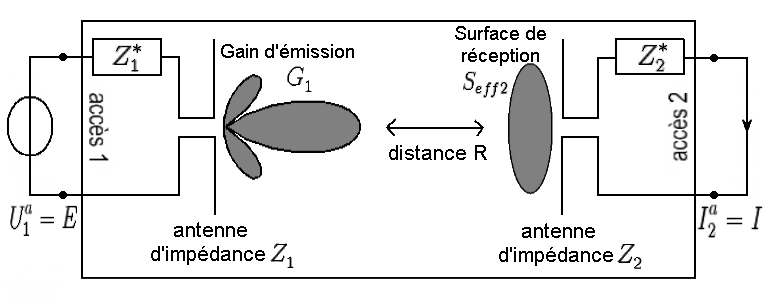
Quadripôle équivalent en situation (a)

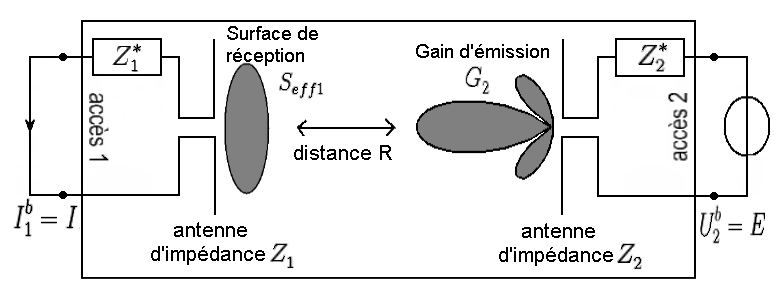
Quadripôle équivalent en situation (b)

La généralisation de ce théorème à tous les systèmes linéaires et passifs basés sur l'électromagnétisme, autres que les uniques circuits, permet d'établir certaines relations entre des notions qui impliquent, par définition, la réciprocité. Cela s'applique en particulier à l'émission et à la réception d'informations, dans les systèmes de transmission à l'aide d'antennes.
Avec les deux situations exposées ci-contre, où un système complet de transmission par antennes adaptées est assimilé à un quadripôle équivalent, le rôle de chaque antenne, en émission ou en réception, peut être inversé en permutant simplement les deux accès. Dans la première situation, le rapport entre la puissance fournie à la charge de l'antenne de réception, sur l'accès 2, et la puissance rayonnée par l'antenne d'émission, sur l'accès 1, peut s'exprimer par :
{\displaystyle {P_{r{\acute {e}}c}^{a} \over P_{{\acute {e}}mi}^{a}}={{\frac {1}{2}}\cdot {\Re e({\underline {Z_{2}^{*}}})\cdot \left|{\underline {I}}_{2}^{a}\right|^{2}} \over {{\frac {1}{2}}\cdot {\frac {1}{\Re e({\underline {Z_{1}}})}}\cdot {{\left|{\frac {{\underline {U}}_{1}^{a}}{2}}\right|}^{2}}}}=4\cdot \Re e({\underline {Z_{1}}})\cdot \Re e({\underline {Z_{2}}})\cdot {\left|{\frac {{\underline {I}}_{2}^{a}}{{\underline {U}}_{1}^{a}}}\right|}^{2}}De même, dans la deuxième situation où le rôle des antennes est inversé en permutant les accès, ce rapport vaut :
{\displaystyle {P_{r{\acute {e}}c}^{b} \over P_{{\acute {e}}mi}^{b}}={{\frac {1}{2}}\cdot {\Re e({\underline {Z_{1}^{*}}})\cdot \left|{\underline {I}}_{1}^{b}\right|^{2}} \over {{\frac {1}{2}}\cdot {\frac {1}{\Re e({\underline {Z_{2}}})}}\cdot {{\left|{\frac {{\underline {U}}_{2}^{b}}{2}}\right|}^{2}}}}=4\cdot \Re e({\underline {Z_{1}}})\cdot \Re e({\underline {Z_{2}}})\cdot {\left|{\frac {{\underline {I}}_{1}^{b}}{{\underline {U}}_{2}^{b}}}\right|}^{2}}Le théorème de réciprocité appliqué au quadripôle équivalent montre que, dans cette circonstance :
{\displaystyle {\frac {{\underline {I}}_{2}^{a}}{{\underline {U}}_{1}^{a}}}={\frac {{\underline {I}}_{1}^{b}}{{\underline {U}}_{2}^{b}}}={\frac {\underline {I}}{\underline {E}}}}, ce qui implique aussi {\displaystyle {P_{r{\acute {e}}c}^{a} \over P_{{\acute {e}}mi}^{a}}={P_{r{\acute {e}}c}^{b} \over P_{{\acute {e}}mi}^{b}}}.
L'égalité de ces deux rapports de puissance met ainsi en évidence que la qualité d'une transmission radioélectrique ne dépend donc pas du rôle assigné, que ce soit en émission ou en réception, à chaque antenne lorsque leur installation physique est figée.
Le rapport de ces puissances peut également s'exprimer, en introduisant les propriétés de gain en émission et de surface effective de réception, de la manière suivante :
{\displaystyle {P_{r{\acute {e}}c}^{a} \over P_{{\acute {e}}mi}^{a}}={{G_{1}\cdot S_{eff2}} \over {4\pi \cdot R^{2}}}={{G_{2}\cdot S_{eff1}} \over {4\pi \cdot R^{2}}}={P_{r{\acute {e}}c}^{b} \over P_{{\acute {e}}mi}^{b}}}.
Il s'en déduit alors que :
{\displaystyle {\frac {S_{eff1}}{G_{1}}}={\frac {S_{eff2}}{G_{2}}}=K}.
Le rapport de sa surface effective de réception à son gain en émission est donc le même pour ces deux antennes. Toutefois, comme aucune hypothèse n'a été faite les liant entre elles, cela veut dire que ce rapport, égal à un coefficient {\displaystyle K}, reste le même pour n'importe quel type d'antenne. Ces deux caractéristiques, surface effective de réception et gain en émission, sont donc proportionnelles ({\displaystyle S_{eff}=K\cdot G}) et cela souligne ainsi que les propriétés en émission et en réception d'une même antenne adaptée sont étroitement liées.

## Démonstration

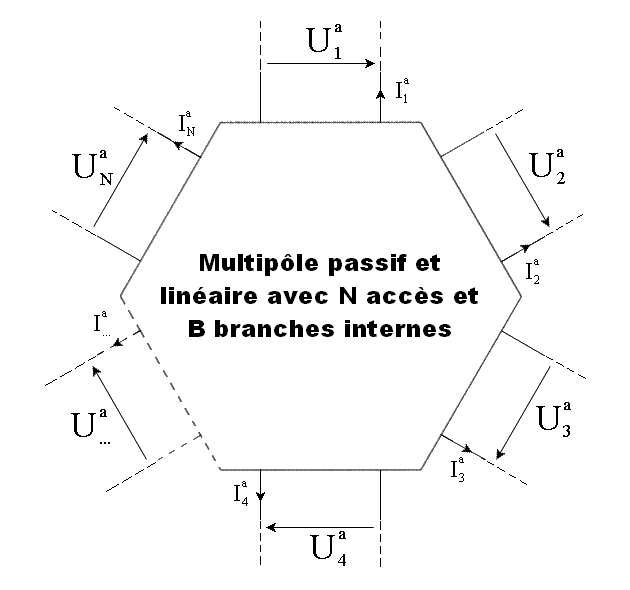
Multipôle en situation (a)

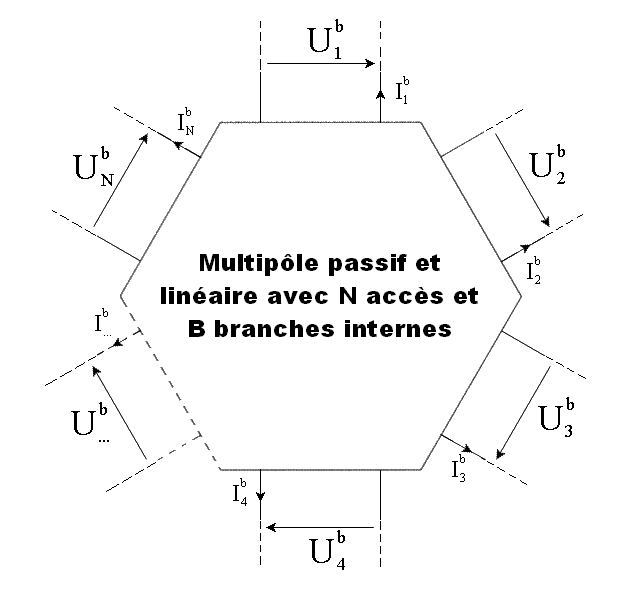
Multipôle en situation (b)

En appliquant le théorème de Tellegen aux deux situations (a) et (b) rencontrées avec un même circuit électrique passif et linéaire qui se présente sous la forme d'un multipôle avec N interfaces extérieures et B branches internes d'impédance {\displaystyle {\underline {Z}}_{l}}, il découle les relations suivantes :
{\displaystyle \sum _{k=1}^{N}{\underline {U}}_{k}^{a}\cdot {\underline {I}}_{k}^{a}+\sum _{l=N+1}^{N+B}{\underline {U}}_{l}^{a}\cdot {\underline {I}}_{l}^{a}=0} et {\displaystyle \sum _{k=1}^{N}{\underline {U}}_{k}^{b}\cdot {\underline {I}}_{k}^{b}+\sum _{l=N+1}^{N+B}{\underline {U}}_{l}^{b}\cdot {\underline {I}}_{l}^{b}=0}
mais également
{\displaystyle \sum _{k=1}^{N}{\underline {U}}_{k}^{a}\cdot {\underline {I}}_{k}^{b}+\sum _{l=N+1}^{N+B}{\underline {U}}_{l}^{a}\cdot {\underline {I}}_{l}^{b}=0} et {\displaystyle \sum _{k=1}^{N}{\underline {U}}_{k}^{b}\cdot {\underline {I}}_{k}^{a}+\sum _{l=N+1}^{N+B}{\underline {U}}_{l}^{b}\cdot {\underline {I}}_{l}^{a}=0}.
Cela amène donc :
{\displaystyle \sum _{k=1}^{N}{\underline {U}}_{k}^{a}\cdot {\underline {I}}_{k}^{b}+\sum _{l=N+1}^{N+B}{\underline {U}}_{l}^{a}\cdot {\underline {I}}_{l}^{b}=}{\displaystyle \sum _{k=1}^{N}{\underline {U}}_{k}^{b}\cdot {\underline {I}}_{k}^{a}+\sum _{l=N+1}^{N+B}{\underline {U}}_{l}^{b}\cdot {\underline {I}}_{l}^{a}=0}.
En s'attardant sur les sommes portant sur les branches internes du multipôle considéré comme passif, il vient :
{\displaystyle \sum _{l=N+1}^{N+B}{\underline {U}}_{l}^{a}\cdot {\underline {I}}_{l}^{b}=\sum _{l=N+1}^{N+B}{\underline {Z}}_{l}({\underline {I}}_{l}^{a},\omega )\cdot {\underline {I}}_{l}^{a}\cdot {\underline {I}}_{l}^{b}} et {\displaystyle \sum _{l=N+1}^{N+B}{\underline {U}}_{l}^{b}\cdot {\underline {I}}_{l}^{a}=\sum _{l=N+1}^{N+B}{\underline {Z}}_{l}({\underline {I}}_{l}^{b},\omega )\cdot {\underline {I}}_{l}^{b}\cdot {\underline {I}}_{l}^{a}}.
Puisque le multipôle est aussi linéaire (ce qui se vérifie s'il contient par exemple des résistances, capacités, inductances, transformateurs… idéaux), il s'ensuit que :
{\displaystyle {\underline {Z}}_{l}({\underline {I}}_{l}^{a},\omega )={\underline {Z}}_{l}({\underline {I}}_{l}^{b},\omega )={\underline {Z}}_{l}(\omega )}
ce qui entraîne
{\displaystyle \sum _{l=N+1}^{N+B}{\underline {U}}_{l}^{a}\cdot {\underline {I}}_{l}^{b}=\sum _{l=N+1}^{N+B}{\underline {U}}_{l}^{b}\cdot {\underline {I}}_{l}^{a}=\sum _{l=N+1}^{N+B}{\underline {Z}}_{l}(\omega )\cdot {\underline {I}}_{l}^{a}\cdot {\underline {I}}_{l}^{b}}
et qui donne enfin :
{\displaystyle \sum _{k=1}^{N}{\underline {U}}_{k}^{a}\cdot {\underline {I}}_{k}^{b}=\sum _{k=1}^{N}{\underline {U}}_{k}^{b}\cdot {\underline {I}}_{k}^{a}} ou {\displaystyle \sum _{k=1}^{N}{\underline {U}}_{k}^{a}\cdot {\underline {I}}_{k}^{b}-{\underline {U}}_{k}^{b}\cdot {\underline {I}}_{k}^{a}=0}.